# Oenanthe globulosa
Oenanthe globulosa är en flockblommig växtart som beskrevs av Carl von Linné. Oenanthe globulosa ingår i släktet stäkror, och familjen flockblommiga växter. Inga underarter finns listade i Catalogue of Life.